# Zaira duplaris
Zaira duplaris là một loài ruồi trong họ Tachinidae.